# Gro Hammerseng
Gro Hammerseng (Gjøvik, 10 de Abril de 1980) é uma jogadora de andebol norueguesa. Actualmente é a capitã da selecção feminina de andebol da Noruega e o clube onde joga é o Larvik HK.

## Carreira
Começou a sua carreira no clube já extinto Vardal, e mais tarde jogou pelo Raufoss e Gjøvik og Vardal.
Fez a sua estreia na selecção norueguesa em 2000. Levou a Noruega a duas vitórias consecutivas no Campeonato Europeu Feminino em 2004 e 2006, sendo votada a jogadora mais valiosa do torneio em ambas as vezes. Até Março de 2008, Hammerseng fez 135 jogos pela selecção norueguesa, marcando 540 golos.
Mantém há vários anos um relacionamento amoroso com a colega do Ikast e também jogadora da selecção norueguesa, Katja Nyberg.
Antes do início dos Jogos Olímpicos de Pequim, Hammerseng juntou-se a outras colegas norueguesas numa campanha da Amnistia Internacional pelos direitos humanos na República Popular da China.
Foi eleita jogadora do ano em 2007 e, em 2008, foi medalhista de ouro nos Jogos Olímpicos de Pequim.